# Aristida lanigera
Aristida lanigera är en gräsart som beskrevs av Longhi-wagner. Aristida lanigera ingår i släktet Aristida och familjen gräs. Inga underarter finns listade i Catalogue of Life.